# 埃德加·龙格
埃德加·龙格（法語：Edgar Marcel Longuet；1879年8月18日—1950年12月12日 ），法国医生和社会主义活动家。他出生于英国拉姆斯蓋特，逝世于法国阿尔福维尔。他是卡尔·马克思的外孙，父亲为夏尔·龙格，母亲为燕妮·龙格。1938年，他加入法国共产党。他有5个孩子，包括政治人物保尔·龙格。

## 外部連結
- Edgar Longuet in the 'Great Soviet Encyclopedia' ' （页面存档备份，存于）
- St.Petersburg Times （页面存档备份，存于）
- Documentation （页面存档备份，存于）
- International Institute of Social History （页面存档备份，存于）